# Misión Tacaaglé
Mission Tacaaglé est une localité argentine du département Pilagás, dans la province de Formosa  située au km 1410 de la RN 86, à 248 km de Formosa, la capitale provinciale.

## Toponymie
Tacaaglé ou Takaglé est un terme toba, signifiant lagune des chajá ou multitude de Chajá. Ce mot indique qu'il  existait à cet endroit un élevage de kamichi à collier.

## Histoire
Il s'agissait à l'origine d'une mission de l'ordre franciscain fondée en accord avec le gouvernement local afin d'intégrer colons et amérindiens tobas. Dans la chapelle de l'ancienne mission sont conservés divers artefacts, vêtements, documents et livres de l'époque.
Un groupe d'anciens de l'OAS formé autour du général Gardy s'est installé dans la localité après 1962.

## Démographie
La localité compte 2244 habitants en 2010, ce qui représente un accroissement de 10,3% par rapport au recensement antérieur de 2001. Il s'agit de la population du chef-lieu de la municipalité et non de la totalité du zone de la commune.